# Dziewczęca Służba Maryjna
Dziewczęca Służba Maryjna (DSM), popularnie, zwyczajowo nazywana Maryjki lub Bielanki – wspólnota parafialna w Kościele katolickim, skupiająca dziewczęta od wieku przedszkolnego, choć przeznaczona głównie dla dziewcząt ze szkoły podstawowej lub starszych. Bielanki biorą udział w różnego rodzaju procesjach, między innymi sypiąc kwiaty przed Najświętszym Sakramentem, niosąc poduszki i feretrony. Poza tym, ich rolą jest pomaganie w kościele parafialnym. Spotkania ich grupy odbywają się regularnie (np. raz w tygodniu).

## Wspólnota DSM

### Hasło[3]:
- Dziewczęca – grupa dla dziewcząt
- Służba – grupa stworzona dla służby innym
- Maryjna – Maryja jest wzorem dla grupy (dziewcząt)

### Strój Bielanek
Kandydatka po złożeniu specjalnej przysięgi zostaje włączona do grupy i otrzymuje specjalny strój tj. pelerynkę (najczęściej koloru niebieskiego) oraz Cudowny Medalik. Kolor niebieski ma przypominać Maryjce, że należy do Maryi i ma ją naśladować w służeniu innym.

## Patronki
Patronkami bielanek są Najświętsza Maryja Panna i św. Maria Goretti.
Świętem patronalnym Maryjek (Bielanek) jest uroczystość Niepokalanego Poczęcia NMP (8 grudnia). W tym dniu zazwyczaj odbywa się uroczyste przyjęcie kandydatek w szeregi wspólnoty.

## Zadania DSM
Maryjki powinny wypełniać 5 zadań dziecka Maryi, na które składa się:
1. Przyjaźń z Jezusem
2. Posłuszeństwo
3. Wspólnota
4. Ofiara
5. Radość

## Stopnie i sprawności
We wspólnocie DSM wyróżnia się różne stopnie (sprawności). W poszczególnych diecezjach (parafiach) mogą się od siebie różnić.
Stopnie Dziewczęcej Służby Maryjnej:
1. Dziecko Maryi
2. Bielanka
3. Nazaretanka

Przewodniczka (ostatni stopień; ukończyła kurs dla przewodniczek, może prowadzić spotkania tejże grupy)
Sprawności we wspólnocie Maryjek:
- Choralistka –  włączanie się w liturgię np. przez śpiew, czytanie
- Misjonarka – uczestniczy w projektach związanych z akcjami misyjnymi
- Samarytanka – bierze udział w akcjach charytatywnych

## Modlitwa
Codzienna modlitwa Dziewczęcej Służby Maryjnej:

O Pani moja, o Matko moja, cała się Tobie oddaję,

ofiaruję Ci dzisiaj oczy moje, serce moje i całą siebie.

Gdy przeto Twoją jestem, o dobra Matko, broń mnie i strzeż

jako dziecka i własności Twojej.

Amen.